# Чеснота

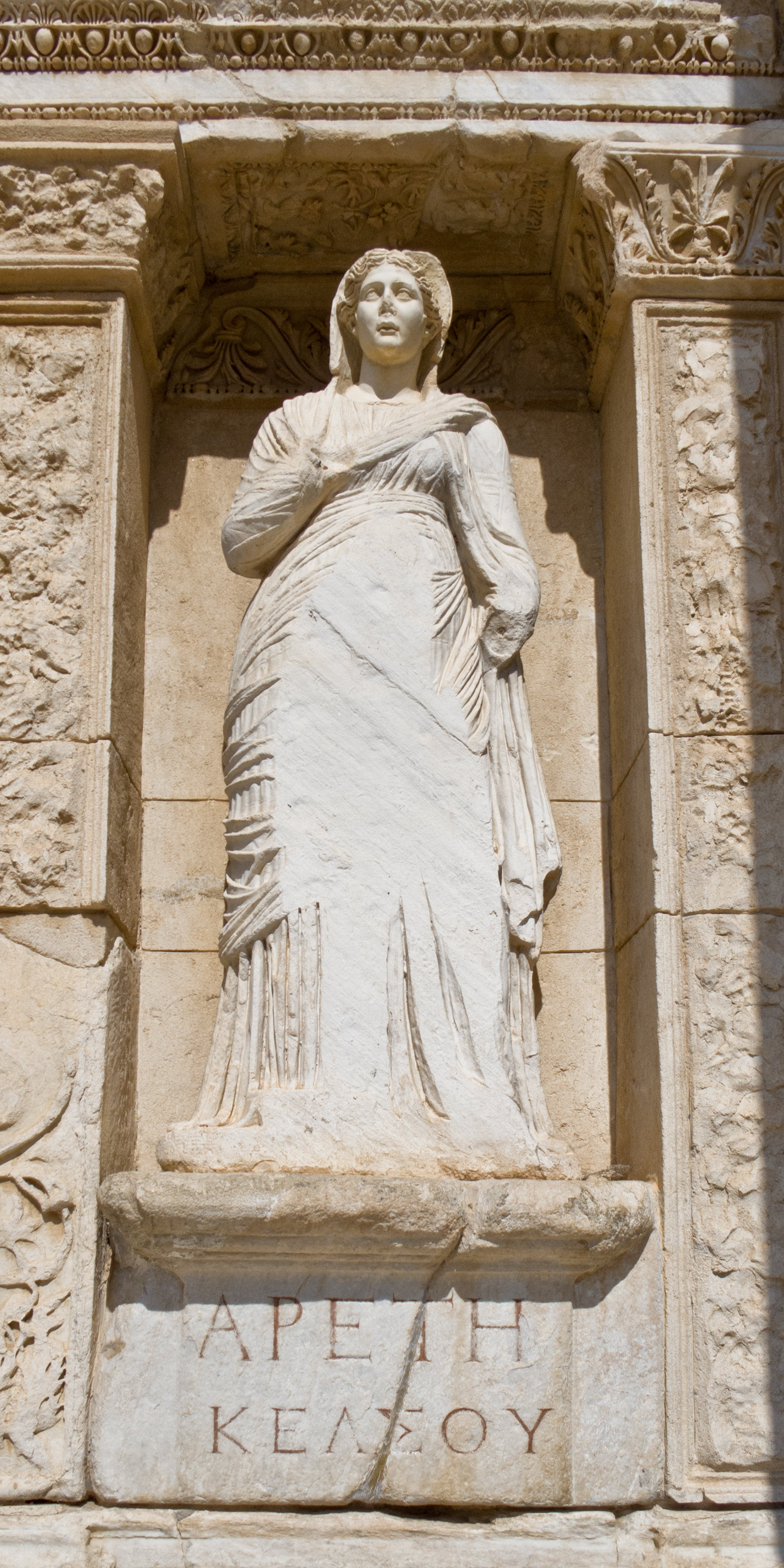
Персоніфікація. Скульптурне уособлення Арети на фасаді бібліотеки Цельсія у місті Ефес. Арета —
богиня, сестра Гармонії та дочка богині правосуддя Праксидики

Чесно́та, застаріле чесність (лат. virtus, дав.-гр. ἀρετή «арете») — позитивна моральна риса в характері людини; доброчесність. У ширшому сенсі означає бажану рису характеру. У своєму традиційному або класичному сенсі це поняття стосується реалізації душевної здатності. 

## Опис
Чеснота є рисою або властивістю, яка вважається морально доброю і, таким чином, оцінюється як основа моральних законів, принципів і цінностей. Персональні чесноти є характеристикою етичних цінностей особи. Протилежною до чесноти є вада.
Три теологічні чесноти:
1. Віра;
2. Надія;
3. Любов;

Чотири кардинальні чесноти за схемою Платона, Святого Амвросія та Томи Аквінського з латинськими відповідниками:
1. iustitia — Справедливість
2. fortitudo — Стійкість (Сила духу)
3. sapientia — Розсудливість (Обачність)
4. temperantia — Поміркованість (Тверезість)

## Сім християнських чеснот
Сім християнських чеснот в порядку святості з протилежними їм смертними гріхами та латинськими відповідниками:
1. Доброчесність (castitas) — Хтивість (luxuria)
2. Стриманість (frenum) — Ненажерливість (gula)
3. Щедрість (caritas) — Захланність (avaritia)
4. Старанність (industria) — Лінивство (acedia)
5. Терплячість (patientia) — Гнів (ira)
6. Лагідність (humanitas) — Заздрість (invidia)
7. Смиренність (humilitas) — Гординя (superbia)

## Римські чесноти
- Auctoritas — «духовний авторитет» — відчуття власного соціального стану, побудоване на досвіді, благочесті та діяльності. Вважалась необхідною для здатності магістрату для забезпечення дотримання законності та порядку.
- Comitas — «гумор» — легкість манери, ввічливість, відкритість і дружелюбність.
- Constantia — «наполегливість» — військова стійкість, а також загальна розумова і фізична витримка перед лицем труднощів.
- Clementia — «поблажливість» — великодушність, м'якість і лагідність, здатність забувати колишні провини.
- Dignitas — «гідність» — почуття гідності, особистої самоповаги і власної вартісності.
- Disciplina — «дисципліна» — вважається необхідною для військової майстерності і переваги, також асоціюється із слідуванням правовій системі, виконанню громадянських обов'язків.
- Firmitas — «завзятість» — сила духу і здатність йти до мети без коливань.
- Frugalitas — «ощадливість» — дотримання економії та простоти у житті, без скупості.
- Industria — «працьовитість» — важка праця.
- Virtus — «мужність» — доблесть, перевага, сміливість, характер, гідність. «Vir» з латинської означає, «чоловік», «муж», «воїн», «герой», «особа, сповнена честі та благородства».

- pietas — Ревність (Побожність)
- gravitas — Серйозність
- religio — Благочестя (Релігійність)

## Веб-посилання
- Чеснота - академічний тлумачний словник української мови [Архівовано 8 березня 2018 у Wayback Machine.]
- Чесноти християнські [Архівовано 15 травня 2017 у Wayback Machine.] // Українська Релігієзнавча Енциклопедія
- Чеснота // Українська мала енциклопедія : 16 кн. : у 8 т. / проф. Є. Онацький. — Накладом Адміністратури УАПЦ в Аргентині. — Буенос-Айрес, 1967. — Т. 8, кн. XVI : Літери Уш — Я. — С. 2050-2051. — 1000 екз.
- VIRTÙ – чеснота // Європейський словник філософій. Лексикон неперекладностей / наук. кер. проєкту: Барбара Кассен і Констянтин Сігов. — Київ : Дух і літера, 2009. — Т. 1. — С. 473-480.